# تود إيوين
تود إيوين هو لاعب هوكي الجليد كندي، ولد في 22 مارس 1966 في ساسكاتون في كندا، وتوفي في 19 سبتمبر 2015 في وايلدوود في الولايات المتحدة بسبب إصابة بعيار ناري.

## وصلات خارجية
- تود إيوين على موقع دوري الهوكي الوطني (الإنجليزية)
- تود إيوين على موقع قاعة مشاهير الهوكي (لاعب أن.إتش.أل) (الإنجليزية)
- تود إيوين على موقع EliteProspects.com (الإنجليزية)
- تود إيوين على موقع HockeyDB.com (الإنجليزية)
- تود إيوين على موقع Hockey-Reference.com (الإنجليزية)